# Клюшниченко Євген Єлисійович
Клюшниченко Євген Єлисійович (20 січня 1939, Сватове — 14 травня 2021, Київ) — український вчений, містобудівник, доктор технічних наук, професор Київського національного університету будівництва і архітектури (КНУБА), заслужений економіст України.

## Біографія
Народився 20 січня 1939 року в місті Сватове Луганської області.
В 1961 році закінчив Харківський інститут інженерів комунального будівництва (нині Національна академія міського господарства). Навчався в аспірантурі Київського НДПІ містобудування.
В 1961—1965 працював в інституті «Діпромісто». З 1969 по 2004 працював у Київському НДПІ містобудування: у 1972—1976 — завідувачем відділу економіки містобудування, у 1976—1988 — заступником директора з наукової роботи, у 1988—2004 — директором інституту. У 2004—2021 роках здійснював науково-педагогічну діяльність у Київського національного університету будівництва і архітектури (КНУБА), до 2016 на посаді завідувача кафедри міського господарства.
Брав участь у розробленні державних будівельних норм України (1992, 1993, 2002), розробленні генеральних планів розвитку Миколаєва (1961), Львова (1962), Києва (1975), Сум (1985), Житомира (1992), Севастополя (2005) тощо. Головний редактор науково-технічного збірника «Містобудування» (1988—2004).
Був Дійсним членом Української академії архітектури (з 1994; від 1997 — головний учений секретар), професором Міжнародної академії архітектури, членом Національної спілки архітекторів України (з 1982), віце-президентом Спілки урбаністів України (від 1990).
Брав активну участь у роботі двох спеціалізованих вчених рад з присудження вченого ступеня доктора наук при Київському національному університеті будівництва і архітектури (КНУБА) та Полтавському національному технічному університеті імені Юрія Кондратюка (ПолтНТУ).
Помер 14 травня 2021 року.

## Наукова діяльність
В 1998 році захистив докторську дисертацію з містобудування та територіального планування.
Основні напрямки наукової діяльності — розроблення методологічних основ формування житлового середовища та принципів його містобудівної організації; вивчення методів техніко-економічного та екологічного обґрунтування розвитку, забудови і реконструкції міст.

## Публікації
Автор понад 140 наукових праць, 6 книг, в тому числі 4 навчальні посібники, 20 нормативно-методичних документів тощо.
Основні праці:
- Економіка реконструкції житлової забудови. 1973
- Економіка житлової забудови. 1977
- Технико-экономические расчеты и обоснования в генеральных планах городов. 1981 (співавт.)
- Соціально-економічні основи планування та забудови міст. 1999
- Реконструкція житлової забудови. 2000
- Формування житлового середовища. 2006
- Житлово-комунальне господарство міст. 2010 (співавт.)

## Відзнаки
Почесна грамота та подяка від Кабінету Міністрів України.
Лауреат премії Ради Міністрів УРСР за розробку і реалізацію Генерального плану м. Суми.
Почесний працівник будівництва та архітектури України